# Carna (Hèbrides)
Càrna (pronunciat [kʰaːrˠnə] en gaèlic) és una petita illa de les Hèbrides Interiors, situada al nord-oest d'Escòcia. Es troba al Loch Sunart, enfront de la península Ardnamurchan i just a l'oest de l'illa d'Oronsay.